# Jožef Stibiel
Jožef Stibiel, slovenski rimskokatoliški duhovnik, * 5. avgust 1784, Dolenje, Ajdovščina, † 15. november 1848, Ločnik pri Gorici.

## Življenje in delo
Oče mu je bil kmet in živinski prekupčevalec Jožef st., mati mu je bila kmetica Ana (rojena Žvokelj).
Ljudsko šolo in gimnazijo je obiskoval v Gorici, kjer je tudi maturiral. Bogoslovje
je študiral v Gradcu in Ljubljani ter bil 8. novembra 1807 posvečen v mašnika. Služboval je v raznih krajih goriške škofije. Leta 1818 so ga poklicali za profesorja v goriško bogoslovje. Bil je profesor pastorale, učil pa je tudi eksegezo in liturgijo ter opravljal službo spirituala. Spisal je skripta za pastoralo, ki so služila še več desetletij. Zaradi napornega dela je zbolel in si želel delo na deželi. Konec junija 1822 je prišel za župnika in dekana v Črniče. Ker tu ni bilo šole, je začel učiti otroke slovenski in nemški jezik ter druge predmete. Na koncu šolskega leta je povabil Valentina Staniča, nadzornika vseh šol na goriškem, da je bil navzoč pri izpitih, najboljšim učencem pa je podelil tudi nagrade. Stibiel je po tretjem letu šolanja poskrbel, da je šola dobila stalnega učitelja, ljudi pa je navdušil, da so zgradili šolsko poslopje in priskrbeli dohodke za učitelja, katerega je nekaj časa sam vzdrževal. Na njegovo pobudo je bila vpeljana šola tudi v Vipavskem Križu. Iz Črnič je bil 17. julija 1827 premeščen v Ločnik, kjer je ostal do smrti. Poleg dušnopastirskega dela je tudi tukaj organiziral šolo, v njej učil, ter navdušil ljudi, da so zgradili šolsko poslopje. Od 1827 do njegove smrti so bile po njegovi zaslugi odprte šole v Mošu, Kojskem, Biljani, Medani, Šlovrencu, Fojani, Šmartnem in na Gradnem. V vseh teh krajih so bile kaplanije, ki so spadale pod dekanijo Ločnik, v kateri je bil Stibiel šolski nadzornik. Zaradi preobilnega dela pa je ponovno zbolel in obnemogel.
Stibiel je že v Črničah pridigal v slovenskem jeziku. Tudi v Ločniku je bila vse do njegove smrti vsaka prva nedeljska maša s pridigo v slovenščini. Pridige si je tudi zapisoval čeprav se slovenskega jezika ni nikoli učil v šolah. Naučil se ga je iz Japlovega Svetega pisma. Po Stibielovi smrti je njegove pridige zbral profesor Štefan Kociančič in jih leta 1853 dal v Gorici natisniti z naslovom Pridige ino drugi slovenski spisi, ki jih je po smrti zapustil Jožef Stibiel.